# بوابة الصين
بوابة الصين (بالصينية التقليدية: 中華門، بالصينية المبسطة: 中华门) كانت بوابة احتفالية تاريخية تقع في الجزء الجنوبي من ساحة تيان آن من في بكين بجمهورية الصين الشعبية قبل أن يتم هدمها في عام 1954 وتصبح حاليا موقعا لضريح ماو تسي تونغ. كانت البوابة تقع في المحور المركزي بين شمال وجنوب بكين، شمال (Zhengyangmen)، داخل مدينة تارتار خلال سلالات مينغ و تشينغ، مما يمنح حق الوصول إلى زقاق النصر في المدينة الإمبراطورية التي تنتهي في تيان آن. على عكس البوابتين الدفاعيتين Zhengyangmen و تيانانمن، كانت هذه البوابة الصينية احتفالية بحتة، بدون أسوار ومبنية فقط من الطوب مع 3 مداخل.

## تاريخ
بنيت البوابة خلال عهد سلالة مينغ الحاكمة من طرف الإمبراطور يونغلي. وقد شكلت البوابة الجنوبية للمدينة الامبراطورية في الصين القديمة نقطة أساسية مرموقة، حيث كان للباب وضع «الباب الوطني».
تغير اسم البوابة عدة مرات بتعاقب السلالات المختلفة. فقد أطلق عليها اسم بوابة مينغ العظمى إبان سلالة مينغ الحاكمة، ثم بوابة تشينغ العظمى إبان حكم سلالة تشينغ الحاكمة في عام 1644.
بعد سقوط سلالة تشينغ في عام 1912، تم تغيير اسم البوابة إلى بوابة الصين. في عام 1952 ومع التوسع في ميدان تيان آن من أوصى المستشارون السوفييت بتدمير البوابة. وهو ما كان في عام 1954.
في عام 1976، بعد وفاة ماو تسي تونغ تم بناء ضريحه في موقع البوابة القديمة.

### الهندسة
باعتبارها نقطة تقاطع بين المدينة الإمبراطورية ومدينة العوام، تم بناء بوابة الصين لتكون رسمية وعظيمة. وحسب نص قانون كينغ العظيم وجب أن يكون لها ثلاث بوابات، ومرزاب، وساحة مربعة أمامها أسدين على كل جانب نجوم. ويعتبر طرازها مماثلا في الأسلوب إلى البوابة الحمراء الكبرى في سلالة مينغ والمقابر الإمبراطورية لسلالة تشينغ.
في عهد أسرة تشينغ، كانت المساحة الفاصلة بين بوابة تشينغ الكبرى وبوابة تشنجيانغ عبارة عن ساحة مربعة محاطة بسور حجري. وخلال فترة حكم أسرة مينغ، كانت هذه المساحة سوقًا مزدحمة تسمى «شوارع Chessgrid» بسبب الأزقة الضيقة بين الأكشاك.
وكانت الألواح القابلة للإزالة خارج الباب علامة إلى المكان الذي وجب أن يخرج فيه المسؤولون من عرباتهم أو خيولهم. حيت وحده الإمبراطور فقط أو الإمبراطورة أو والإمبراطورة الأرملة يجوز لهم التحرك على العربات داخل أبواب البوابة. خلال عهد أسرة تشينغ، دخلت الإمبراطورة فقط المدينة المحرمة في العربة بمناسبة زواجها.